# Gustavo Fernandes
Gustavo Régio Torquato Fernandes, ou simplesmente Gustavo Fernandes (Natal, 28 de outubro de 1977) é um publicitário e político brasileiro. Foi filiado ao PMDB. Atualmente é filiado ao PSDB e deputado estadual pelo Rio Grande do Norte.

## Carreira política
Começou sua carreira política em 2010, quando foi eleito para seu primeiro mandato como deputado estadual na Assembleia Legislativa do Rio Grande do Norte, com quase 38 mil votos, pelo MDB.
O parlamentar foi reeleito em 2014 com 42.975 votos, sendo o 10º deputado mais votado do Rio Grande do Norte.
Em 2018, foi novamente candidato a deputado estadual nas eleições estaduais do Rio Grande do Norte em 2018, desta vez pelo PSDB. Porém não obteve êxito, ficou em 36º lugar com 1.25% (21.089 votos).